# Whitey Bulger
Whitey Bulger, właśc. James Joseph Bulger Jr. (ur. 3 września 1929 w Bostonie, zm. 30 października 2018 w Bruceton Mills) – amerykański morderca i szef jednej z grup przestępczych bostońskiej mafii irlandzkiej znanej jako Winter Hill Gang, który w procesie toczącym się przed sądem federalnym został 12 sierpnia 2013 uznany winnym m.in. 11 morderstw. Zarzuty oparto na zeznaniach byłych współpracowników Kevina Weeksa przed Wielką ławą przysięgłych. Był bratem Williama „Billy’ego” Bulgera, byłego przewodniczącego Senatu stanu Massachusetts.

## Życiorys
Według amerykańskiej agencji rządowej, od 1975 roku działał jako informator FBI, czemu zaprzeczył, jednak potwierdza to fakt, że FBI najczęściej ignorowało jego organizację, w zamian za informacje o wewnętrznych sprawach Patriarki, rodziny przestępczej włoskiego pochodzenia, rywalizującej z Winter Hill Gang i Flanagan Gang. W 1997 roku media w Nowej Anglii dotarły do informacji o działaniach o charakterze kryminalnym, powiązanych z Bulgerem, które prowadzone były przez federalnych, stanowych i lokalnych funkcjonariuszy organów ścigania. Szczególnie dla FBI oznaczało to kłopotliwą sytuację. Po otrzymaniu 23 grudnia 1994 ostrzeżenia od byłego agenta FBI o oczekującym na rozpatrzenie akcie oskarżenia zgodnym z Racketeer Influenced and Corrupt Organizations Act (RICO), Bulger uciekł z Bostonu i zaczął się ukrywać. Przez kolejnych 16 lat pozostawał na wolności, z tego przez 12 lat jako osoba wpisana na listę FBI Ten Most Wanted Fugitives.

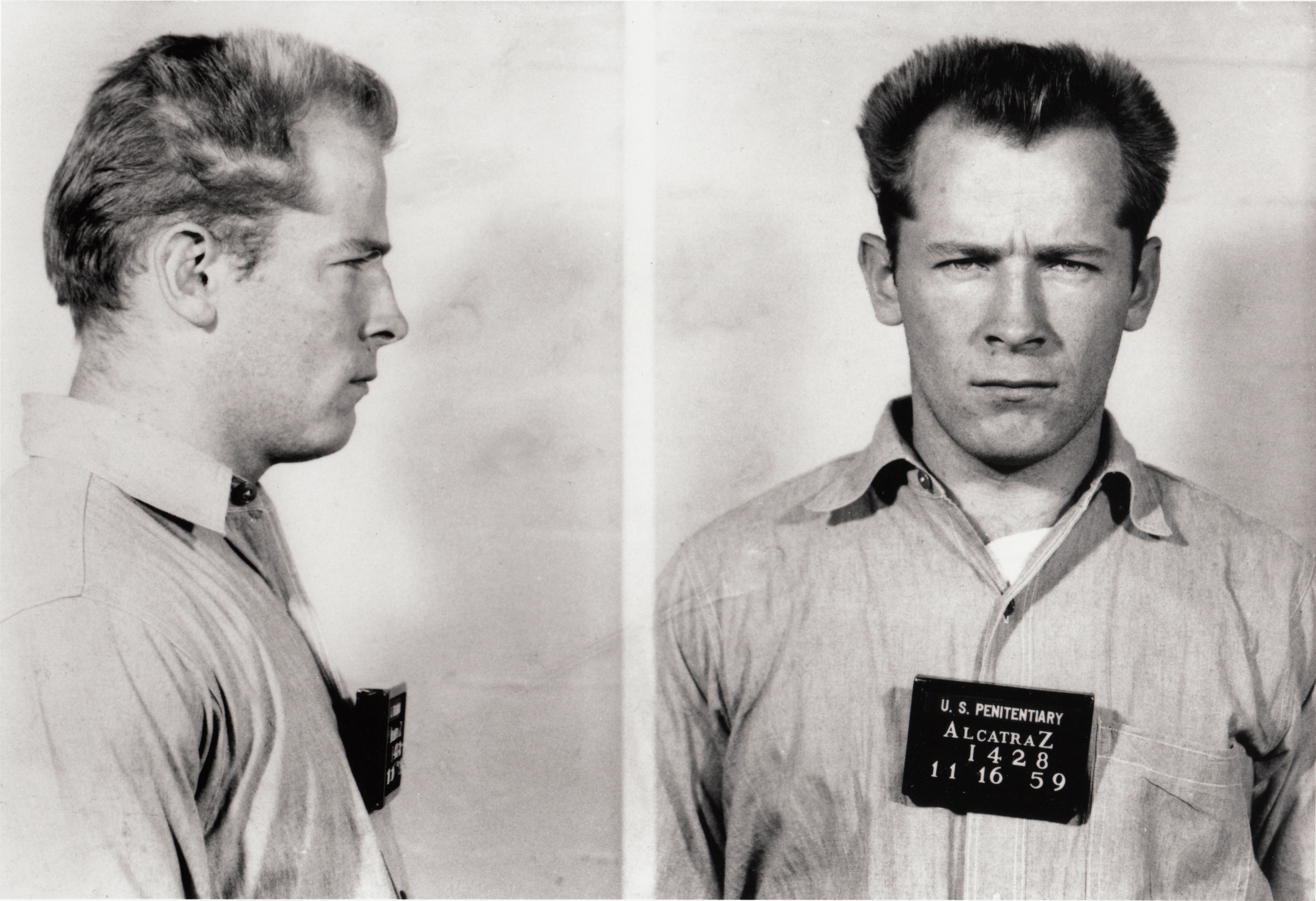
Zdjęcie policyjne Bulgera z więzienia Alcatraz (1959)

22 czerwca 2011 został aresztowany w okolicach mieszkania w Santa Monica, wraz ze swoją długoletnią partnerką Catherine Greig. Przestępca miał wtedy 81 lat.. Zatrzymani zostali ekstradowani do stanu Massachusetts i doprowadzeni do gmachu sądu federalnego, co wymagało zamknięcia części przystani Boston Harbor. Greig przyznała się do ukrywania zbiega, kradzieży tożsamości i zmowy w celu maskowania tożsamości, za co w czerwcu 2012 roku została skazana na osiem lat więzienia. Bulger nie ubiegał się o zwolnienie za kaucją i oczekiwał na proces w areszcie w zakładzie resocjalizacyjnym w Plymouth. 5 listopada 2012 trafił do szpitala po tym jak uskarżał się na bóle w klatce piersiowej.

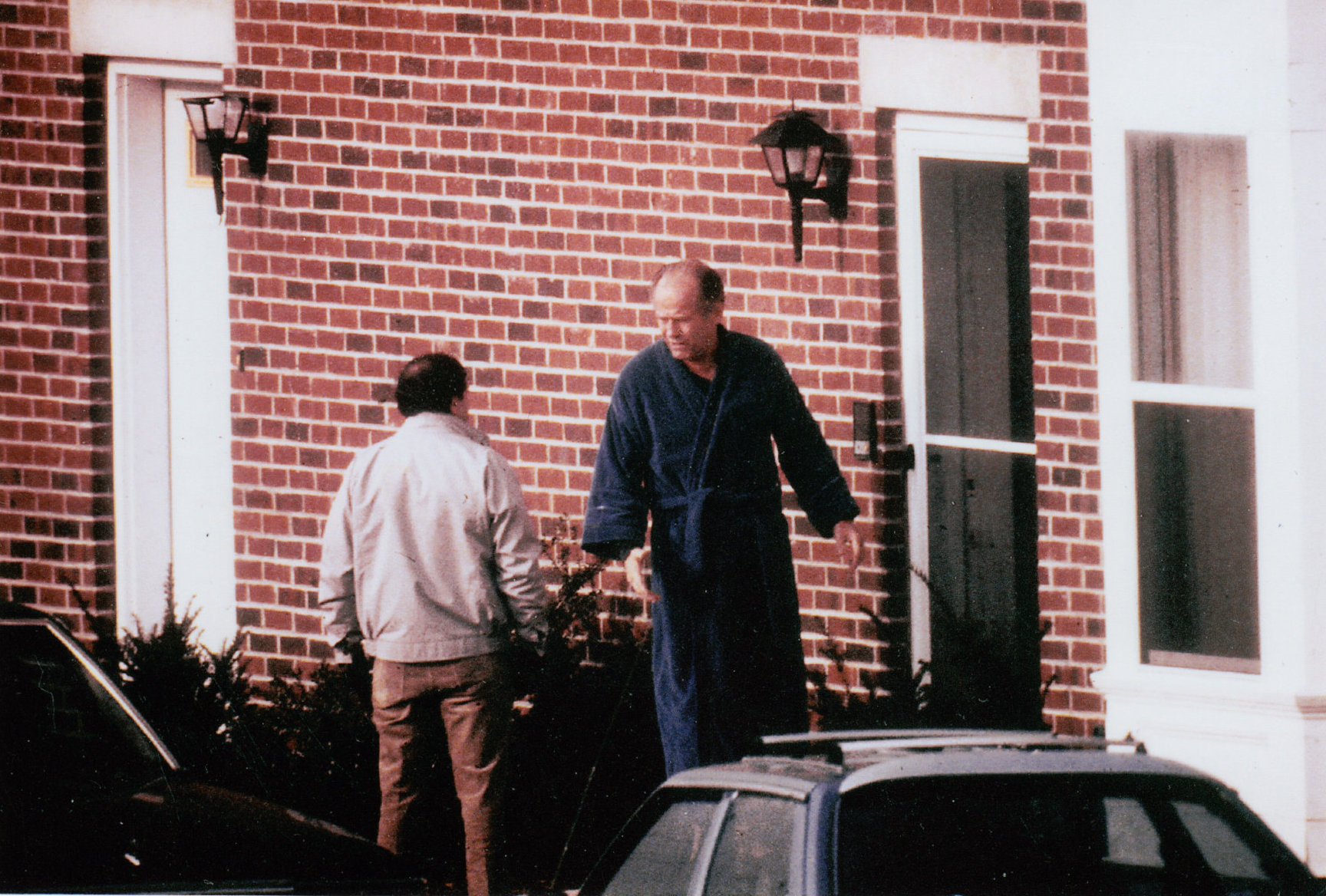
Zdjęcie FBI z obserwacji Bulgera (P) i funkcjonariusza Stephena Flemmiego (L) (ok. 1980)

Na rozprawie 12 czerwca 2013 postawiono mu 32 zarzuty: haraczu, prania pieniędzy, wyłudzeń, posiadania broni oraz współudział w 19 morderstwach, a 12 sierpnia 2013 został uznany winnym 31 zarzuconych mu czynów, w tym współudziału w 11 morderstwach. 14 listopada 2013 Bulgera skazano na dwie kary dożywocia i dodatkowe pięć lat. Wyrok ogłosiła sędzia sądu rejonowego Denise Casper. Bulgerowi, przetrzymywanemu w więzieniu USP Coleman II w Sumterville (Floryda), przydzielono więzienny numer 02182-748.
Bulger był także prawdopodobnie zamieszany w morderstwo niezidentyfikowanej kobiety nazwanej „Lady of the Dunes”, którą zamordowano w 1974 roku w Provincetown. Po opublikowaniu jednej z wielu rekonstrukcji twarzy odnotowano, że był on widziany w mieście z kobietą, która odpowiadała opisowi ofiary.
30 października 2018 r. Bulger został przeniesiony z Oklahomy do Hazelton w Wirginii Zachodniej. Tego samego dnia znaleziono go martwego w więzieniu. Szczegóły śmierci pozostają nieznane.

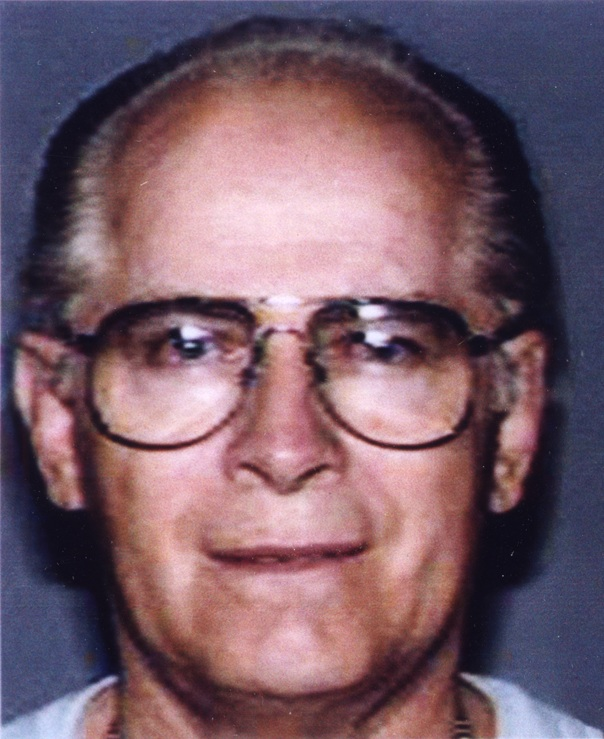
zdjęcie Bulgera (1994)
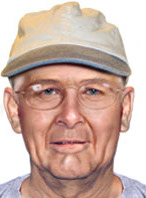
cyfrowa symulacja postarzania twarzy Bulgera zrobiona w 2004 r., w celu ujęcia przestępcy
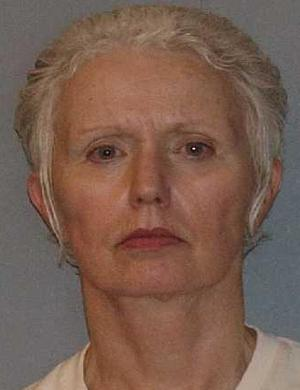
partnerka Bulgera, Catherine E. Greig

## W kulturze popularnej
Postać Franka Costello (Jack Nicholson) w filmie Martina Scorsese Infiltracja (2006) została luźno oparta na osobie Bulgera.
W serialu telewizyjnym stacji Showtime Braterstwo (2006–2008) pojawiają się dwaj irlandzko-amerykańscy bracia, którzy prezentują przeciwne strony prawa. Postacie te zainspirowane zostały relacją między Whiteym i Billym Bulgerami, chociaż akcja produkcji dzieje się nie w Bostonie a w pobliskim Providence.
W sezonie drugim serialu stacji Showtime Ray Donovan postać Patricka „Sully’ego” Sullivana (James Woods) jest luźno oparta na życiorysie przestępcy.
W filmie Pakt z diabłem (2015) Johnny Depp wcielił się w postać Bulgera.